# Johann Christian Hertzer
Johann Christian Hertzer (* 20. Juni 1807 in Ilmenau; † 18. Februar 1884 ebenda) war ein deutscher Architekt und Politiker. Er war zwischen 1849 und 1873 Bürgermeister der Stadt Ilmenau. 

## Leben

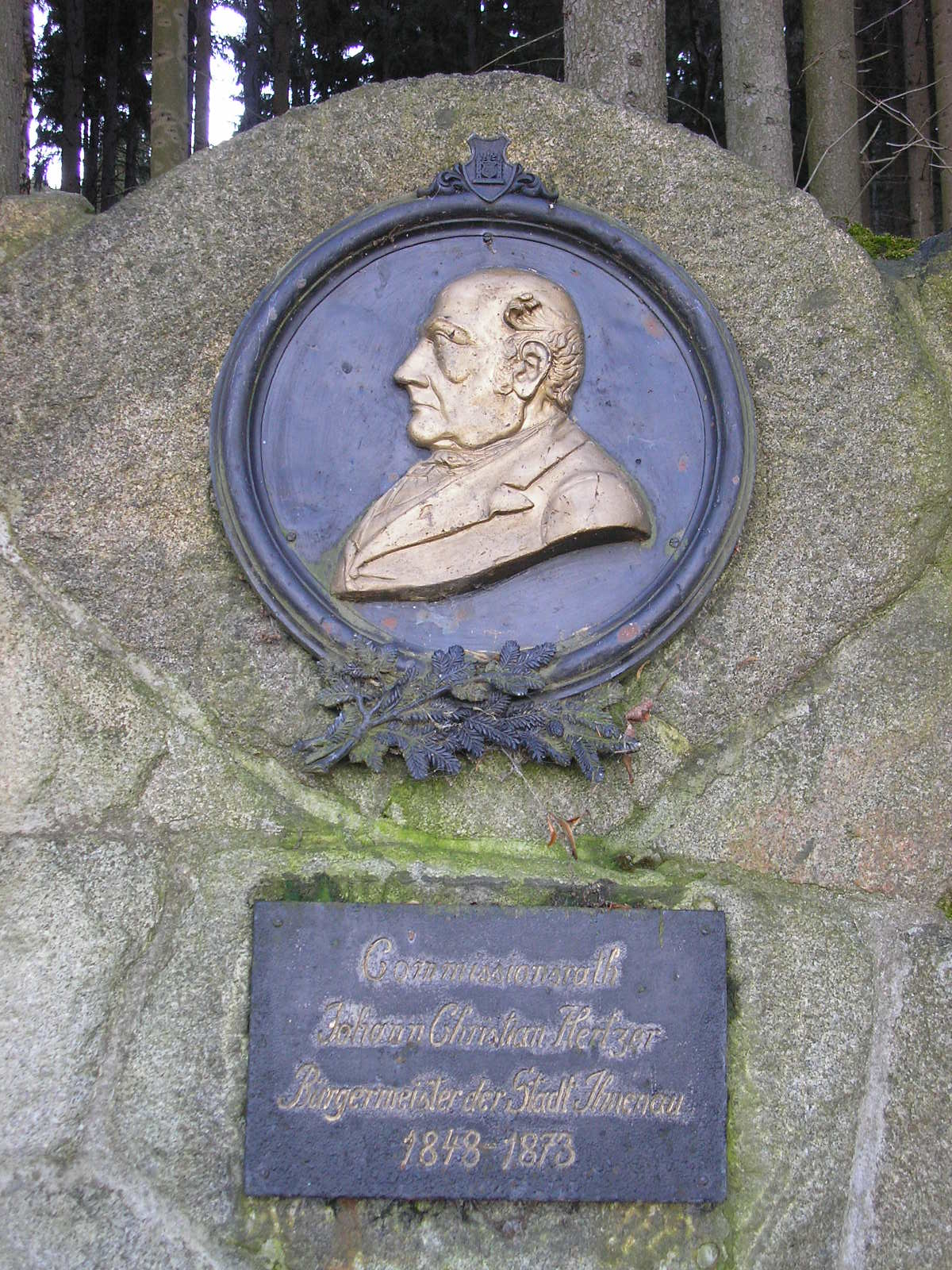
Hertzerdenkmal

Hertzer stammte aus einfachen Verhältnissen. Zunächst absolvierte er eine Ausbildung zum Zimmermann, anschließend ging er auf die Walz nach Petrovaradin und Pest in Ungarn. Später arbeitete er auch als Architekt in Ilmenau. Nach seinen Entwürfen entstanden die Alte Trauerhalle auf dem Friedhof (1836) und das um 1900 abgerissene Wellenbad im Ilmtal (1838). 
Weihnachten 1848 wurde Hertzer zum Bürgermeister der Stadt Ilmenau gewählt, am 2. Januar 1849 trat er das Amt an. Infolge der Revolution gab es in Ilmenau eine neue Stadtverfassung, die bei Hertzer erstmals in Kraft gesetzt wurde. Auch der Bau des Kickelhahnturms 1854/55 fiel in die Amtszeit Hertzers, der dafür den Grundstein legte. 1869 eröffnete Hertzer die Sophienlesehalle im Lessingpark, die vor allem für die Kurgäste genutzt wurde. Auch sonst förderte Hertzer in seiner Amtszeit das Kur- und Urlaubswesen in Ilmenau, so wurden unter seiner Regie zahlreiche Wanderwege und Promenaden im Umfeld der Stadt angelegt. 
1884 starb Hertzer. Sein Grab befindet sich auf dem Ilmenauer Friedhof.

## Nachwirkung
Die lange Bürgermeisterschaft Hertzers führte zu verschiedenen Ehrungen für ihn. So wurde 1899 die rund einen Kilometer lange Hertzer-Promenade am Fuß des Lindenbergs angelegt. Auf dieser Ruhmesmeile sind zehn Plätze mit Denkmalen für bedeutende Ilmenauer Persönlichkeiten und Kurgäste angelegt, darunter auch einer mit einem Denkmal zu Ehren Hertzers. Geschaffen wurde es von Max Bechstein, während der Ilmenauer Industrielle Hermann Naumann die Steine zur Anlage des Platzes zur Verfügung stellte.